# Deldenerbroek
Deldenerbroek (Nedersaksisch: Dealdnerbrook) is een buurtschap in de gemeente Hof van Twente in de Nederlandse provincie Overijssel. De buurtschap ligt tussen Bornerbroek en Delden. Een klein gedeelte van Deldenerbroek ligt sinds de gemeentelijke herindeling van 2001 in de gemeente Almelo en valt onder Bornerbroek. Het gaat om het gedeelte tussen de Semmekrotsweg en de Grasbroekweg, ten noorden van de A1.
In Deldenerbroek bevinden zich de havezate Backenhagen, zo genoemd omdat het in 1611 in bezit kwam van Johan de Baecke die getrouwd was met Anna Hagen en het landgoed Warmtink.

## Geschiedenis
Voor 1811 hoorde Deldenerbroek tot het richterambt Delden. Tot 1818 viel het vervolgens onder de gemeente Delden en daarna onder de gemeente Ambt Delden tot de gemeentelijke herindeling van 1 januari 2001. Sindsdien maakt Deldenerbroek deel uit van de gemeente Hof van Twente.
Het gebied van de buurschap Deldenerbroek viel onder de Grote Boerenmarke van Delden, waarvan ook de buurschappen Deldeneresch en half Oele deel uitmaakten.